# حصن الشارب (جحانه)

تعديل مصدري - تعديل

حصن الشارب هي إحدى قرى مديرية جحانة التابعة لمحافظة صنعاء اليمنية، بلغ تعداد سكانها 355 حسب أحصائيات عام 2004.